# Chlorothraupis stolzmanni
Tangará-de-peito-ocre ou sanhaço-de-peito-ocre (Chlorothraupis stolzmanni) é uma espécie de ave da família Thraupidae.
Pode ser encontrada nos seguintes países: Colômbia e Equador.
Os seus habitats naturais são: florestas subtropicais ou tropicais húmidas de baixa altitude e regiões subtropicais ou tropicais húmidas de alta altitude.